# Juan Valiente
Juan Valiente (¿1505? - Tucapel, 1553), fue un conquistador negro, capitán de Pedro de Valdivia. Nació en Senegal (África occidental) hacia 1505 con el nombre de Sangor, y fue vendido como esclavo por los mismos africanos como se acostumbraba en la época. [cita requerida]
Llegó como esclavo a México, donde hacia 1530 fue comprado por un español llamado Alonso Valiente, quien lo bautizó con el nombre de Juan, y lo llevó a trabajar a su casa en Puebla.
Pese a su situación de esclavo novohispano, por su heroísmo, el conquistador Pedro de Valdivia otorgó a Valiente una de las cinco encomiendas que cedió a negros de entre sus tropas.

## Como conquistador en Chile
En 1533 convenció a su amo de que lo dejara ir como conquistador por un periodo de 4 años, al cabo del cual regresaría, y con las ganancias obtenidas le pagaría su libertad. Para ello firmaron un acuerdo, y Juan viajó a Guatemala para unirse a la expedición de Pedro de Alvarado que se dirigía a Perú. 
Una vez en Perú, se unió a la campaña de Diego de Almagro al sur de Chile, regresando con todos al Cuzco sin éxito. Allí apareció una segunda oportunidad para viajar a Chile. Juan tenía el lujo de poseer un caballo, lo que le hacía merecedor a encargarse de los esclavos de la nueva expedición. Juan prestaba cuidados extremos a su equino, ya que su pérdida significaba que el mismo bajaría drásticamente en su posición social y militar.
En la expedición de Pedro de Valdivia, Valiente contribuyó a fundar Santiago de Chile en 1541, y fue premiado con una encomienda al lado del río Mapocho, con una chacra de 55 cuadras. En invierno del mismo año, Valiente y Gonzalo de los Ríos fueron los únicos que lograron escapar del ataque de las huestes que los caciques aliados a Michimalonco, Trangolonco y Chigaimango, efectuaron sobre la guarnición que protegía los lavaderos de oro de Marga Marga.
Poco después, Alonso Valiente, desde México, envió a un nieto suyo para que trajera de vuelta al esclavo o, si había obtenido fortuna como habían acordado, negociara con él un buen precio para manumitirlo. Juan vivía ya a estos efectos como un hombre libre. Se desconoce el desenlace de la reunión, pero parece que el acuerdo fue pospuesto.
Valiente participó después en la batalla de Quilacura de 1546, tras lo cual Valdivia lo elevó al puesto de capitán. El africano se casó y formó familia con Juana de Valdivia, con seguridad una ex esclava negra del gobernador, con quien tuvo dos hijos. Juana fue liberada para tal efecto. En reconocimiento de sus servicios, Valdivia en 1550 le otorgó las tierras y los habitantes de la encomienda de Toquihua, entre el río Maule y el río Ñuble.  
En 1550, Juan comisionó a un oficial real para entregar el dinero a Alonso Valiente y comprar su libertad, pero desafortunadamente el mensajero resultó no ser de confianza y se escapó con los fondos. Tres años después, Alonso Valiente, sin haber recibido aún nada y probablemente creyendo que el esclavo trataba de engañarle, envió a Chile a otro emisario para apresarlo y requisar sus bienes, pero allí descubrió que el cuerpo de Juan Valiente descansaba en la Araucanía, ya que había caído con las huestes de Pedro de Valdivia en la batalla de Tucapel en 1553.
A pesar de su condición legal de esclavo, pudo legar la encomienda al mayor de sus hijos. Luego de ello, dos veces se la intentaron arrebatar, pero en ambas ocasiones lo evitó por vía legal.

### Calles con su nombre en Chile
Existe una calle corta de Vitacura, Santiago, con su nombre. También existe una calle con su nombre en San Pedro de la Paz, Concepción.